# Nasser Al-Hafi
Nasser al-Hafi —en àrab ناصر الحافي, Nāṣir al-Ḥāfī— (? - 1 de juliol de 2015) fou un advocat i polític egipci. Fou escollit a les eleccions al parlament egipci de 2011–2012 pel partit Llibertat i Justícia. El juny de 2015 fou sentenciat a mort in absentia per un tribunal egipci per una fuga a gran escala el 2011. L'1 de juliol de 2015 fou assassinat durant una incursió de la policia egípcia a la Ciutat 6 d'Octubre, un suburbi del Caire. El nombre de víctimes durant la incursió fou entre nou i tretze. Un portaveu dels Germans Musulmans qualificà la incursió de «massacre». Funcionaris de seguretat egipcis anomenaren el grup «militants armats», mentre que els Germans Musulmans van parlar d'un partit legal.